# 1992年夏季残疾人奥林匹克运动会委内瑞拉代表团
1992年夏季残疾人奥林匹克运动会委内瑞拉代表团是委内瑞拉派出的1992年夏季残疾人奥林匹克运动会代表团。获得1枚铜牌。